# José Antonio Vera Alvarado
José Antonio Vera Alvarado (1769 - 1836) fue un sacerdote y político chileno.
Hijo de don Juan José Vera y doña Rosa Alvarado, estudió en el Seminario por nueve años con beca de servicio de la Iglesia. Salió como sacerdote, estudió gramática, filosofía y teología. Se dedicó a la enseñanza en la Parroquia de San Carlos.
Capellán del Hospital San Juan de Dios y posteriormente nombrado cura interno de San Carlos. Trabajó también en Purén, en el altar dedicado a Nuestra Señora de Boroa. Posteriormente pasó a las Parroquias de Castro y Ancud. 
En 1817 se quemó la iglesia de San Carlos y pasó a ser cura propietario de la iglesia de Chillán.
Emigró en 1818 a Santiago, donde sirvió como coadjutor de Ñuñoa y Melipilla. Retornó al sur en 1823, donde fue elegido Diputado por Osorno y Llanquihue (1824-1825 y 1825-1826). Electo como suplente al Congreso de 1829 por Chiloé, nunca llegó a incorporarse: luego se retiró de la vida política y volvió al claustro en la ciudad de Chillán, donde falleció.